# أشعر القدم
أشعر القدم (الاسم العلمي: Trichopodus) (كان يُدرج سابقًا ضمن أشعر البطن) هو جنس من أسماك التجاويف الاستوائية التي تعيش في المياه العذبة من فصيلة الجورامية الموجودة في جنوب شرق آسيا. ترتبط أسماك الجورامي من جنس أشعر القدم ارتباطًا وثيقًا بأسماك أشعر البطن (كانت تُعرف سابقًا باسم Colisa)؛ حيث تمتلك الأنواع من كلا الجنسين زعانف حوضية طويلة تشبه الخيوط (تُعرف باسم "المجسات" في تجارة أحواض السمك) تُستخدم لاستشعار البيئة. ومع ذلك، فإن أنواع أشعر القدم لها قاعدة زعنفة ظهرية أقصر، وعندما تبلغ جنسيًا، تكون أكبر حجمًا بكثير، حيث يبلغ طول أكبرها، جورامي ثعباني الجلد (T. pectoralis)، أكثر من 8 بوصات (20 سم).
إلى جانب أنواع أشعر البطن، تحظى أسماك الجورامي أشعر القدم بشعبية كبيرة في تجارة أحواض السمك. ربما تكون سمكة الجورامي ثلاثي البقع (T. trichopterus)، مع العديد من أنواعها في أحواض السمك، والتي يُعرف كل منها باسم تجاري مختلف، هي أكثر أسماك الجورامي شيوعًا في تجارة أحواض السمك. تُستخدم أيضًا أنواع أشعر القدم طعامًا في موطنها الأصلي. يُعد سمك الجورامي ثعباني الجلد، على وجه الخصوص، واحد من أفضل خمسة أسماك مياه عذبة مستزرعة في تايلاند.

## التأثيل
يتكون اسم Trichopodus من كلمتين يونانيتين قديمة θρίξ (thríx) والتي تعني الشعر وπούς (poús) والتي تعني القدم.

## الأنواع
هناك حاليًا 6 أنواع معترف بها في هذا الجنس:
- Trichopodus cantoris ألبرت غونتر 1861
- جرامي لؤلؤي بيتر بليكر, 1852 (Pearl gourami)
- مون ليت جرامي ألبرت غونتر, 1861 (Moonlight gourami)
- سناك جرامي Regan, 1910 (Snakeskin gourami)
- Trichopodus poptae Low، H. H. Tan & Britz, 2014 [6]
- جورامي ثلاثي البقع (بيتر سيمون بالاس, 1770) (Three spot gourami)